# Nikolaus Krell

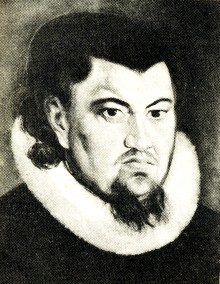
Nikolaus Krell, Ölgemälde eines unbekannten Künstlers.

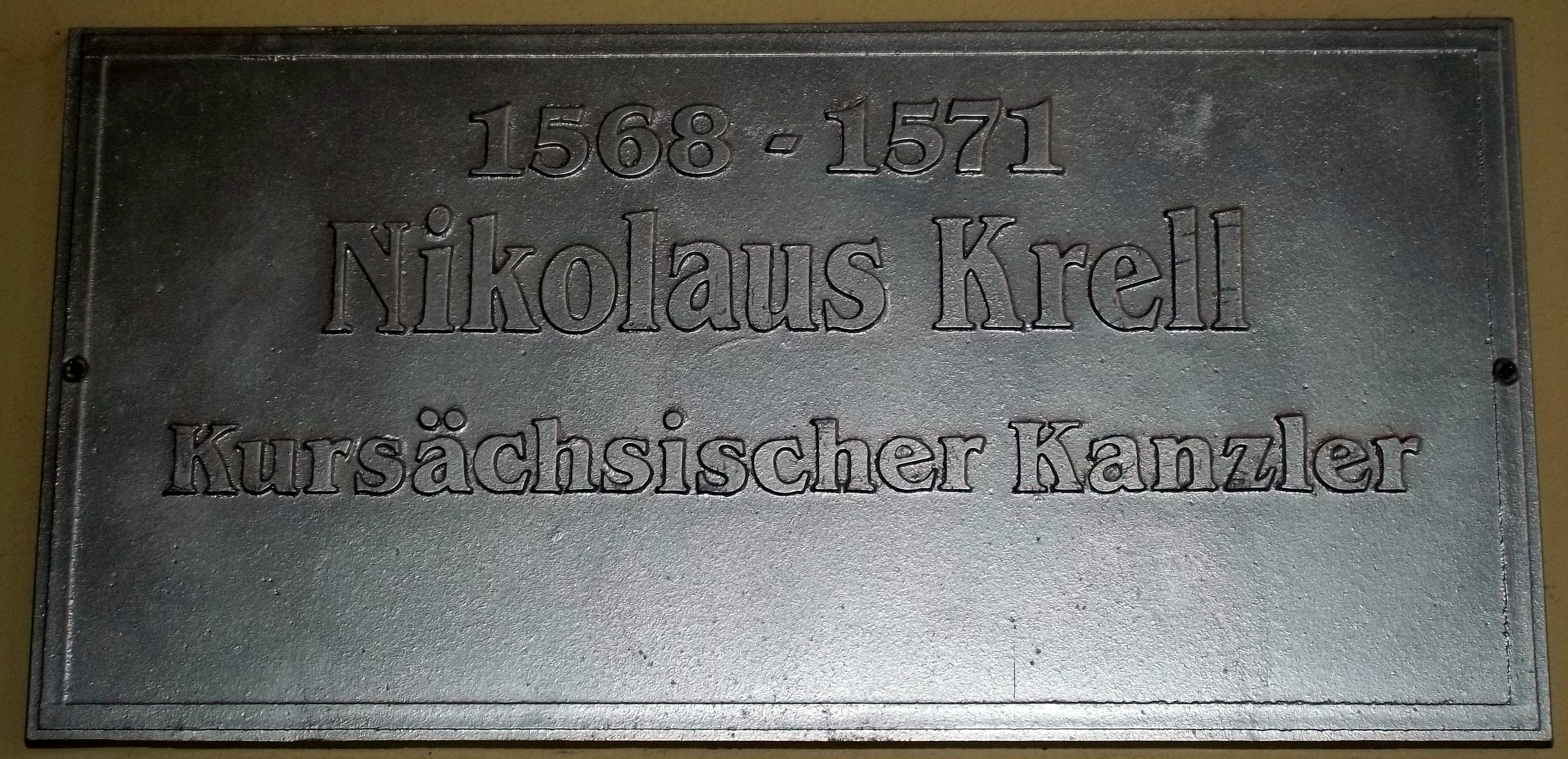
Ehrentafel für Nikolaus Krell im Gymnasium St. Augustin Grimma (im Durchgang des Hauptportals)

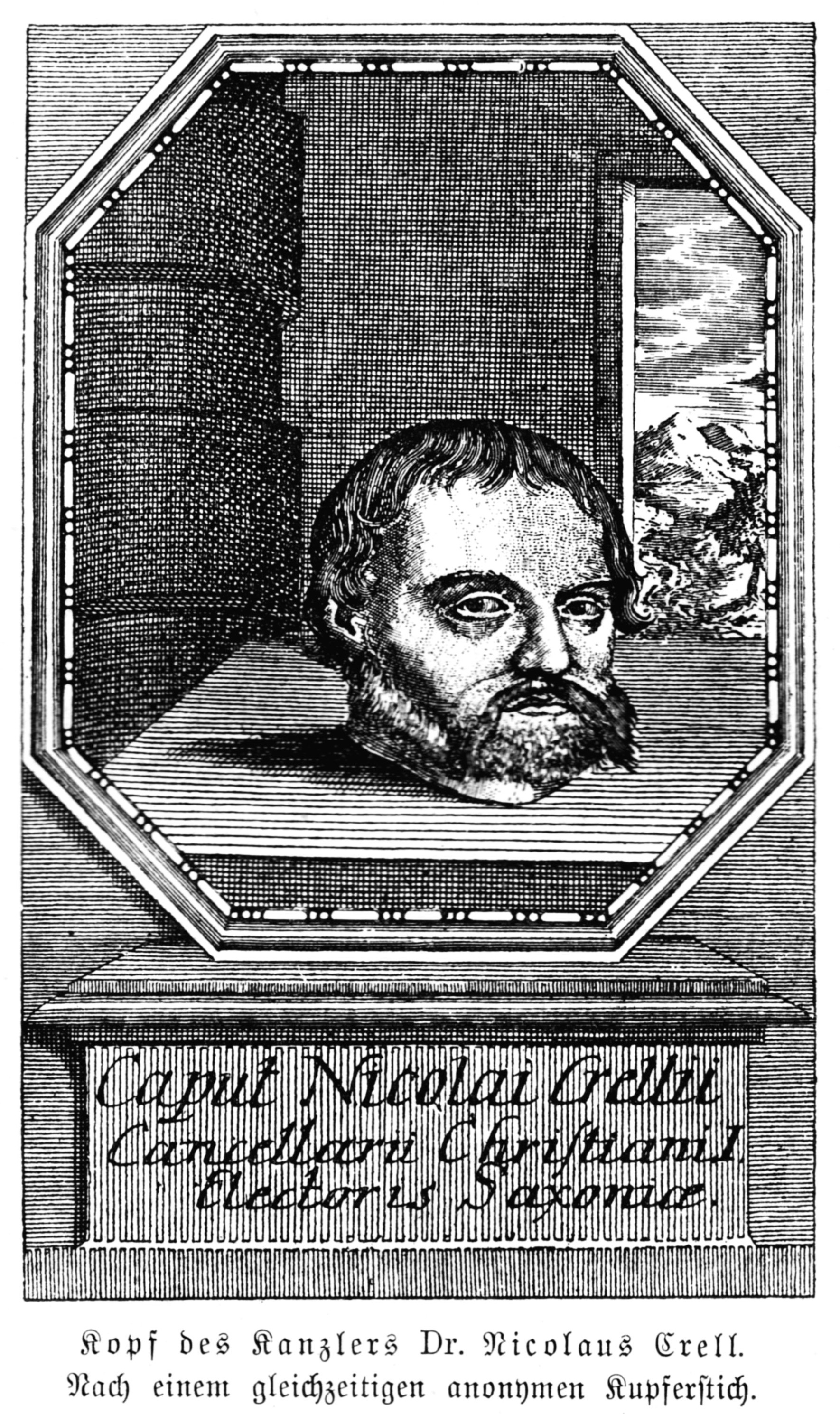
Kupferstich seines Kopfes nach der Hinrichtung

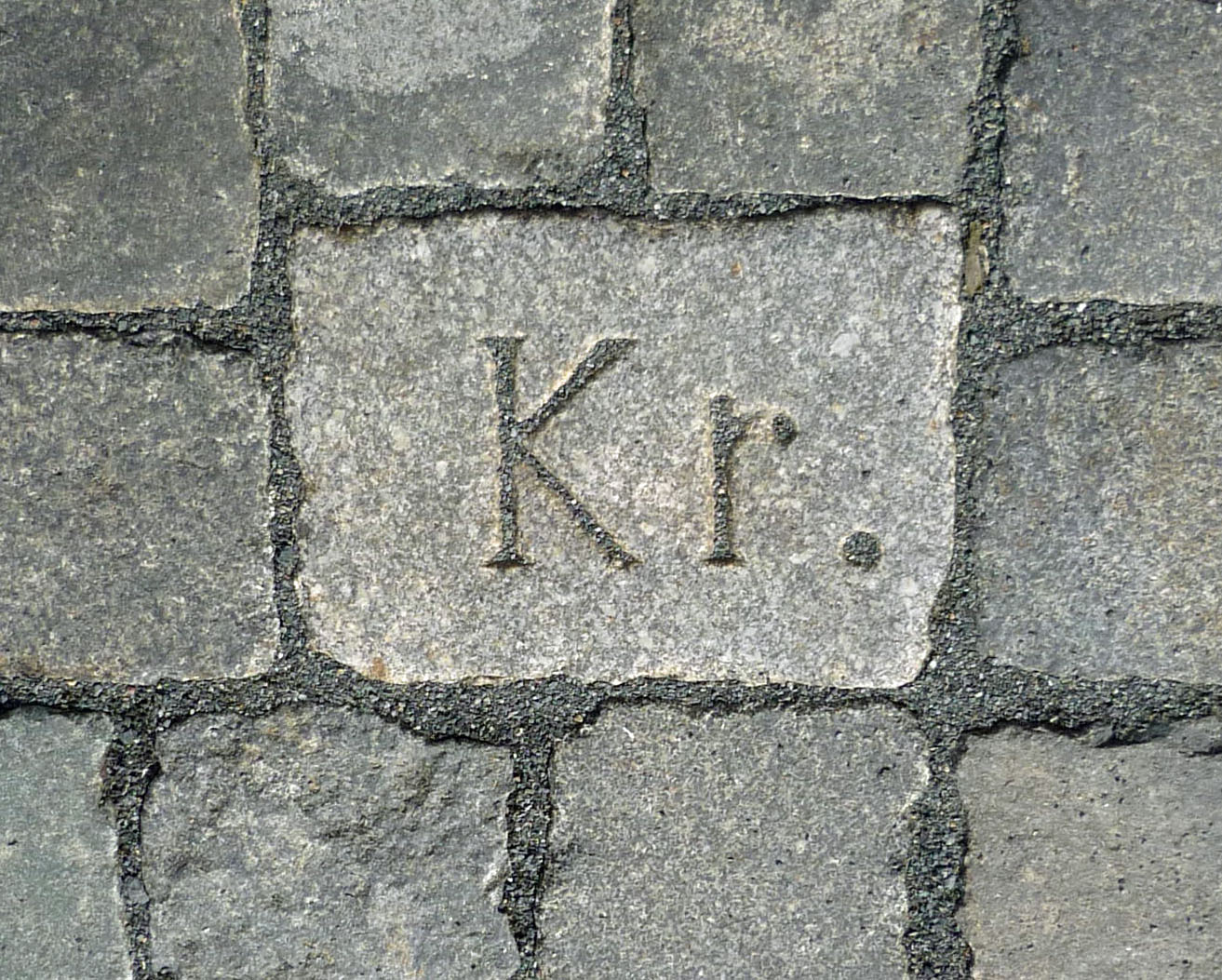
Krellstein auf dem Dresdner Jüdenhof

Nikolaus Krell, zeitgenössisch auch Nicolaus Crell, (* um 1550 in Leipzig; † 9. Oktober 1601 in Dresden) war ab 1589 der calvinistische Kanzler des Kurfürsten Christian I. von Sachsen. Auf Betreiben orthodoxer Lutheraner wurde er 1591 verhaftet und nach einem zehnjährigen Prozess zum Tod verurteilt und 1601 hingerichtet.

## Leben
Krell war ein Sohn des Leipziger Juristen, Oberschöppenmeister und Ratsherrn Wolfgang Krell und seiner Frau Katharina. Nach der Ausbildung an der Fürstenschule in Grimma, wo er vom 27. Juli 1568 bis 1. März 1571 Schüler war, studierte er ab dem Wintersemester 1569 in Leipzig. 1572 wurde er zum Baccalaureus Artium, 1575 zum Magister Artium und wahrscheinlich 1576 zum Baccalaureus der Rechte promoviert.
Auf Reisen in die Schweiz und nach Frankreich begann er, sich für den Calvinismus zu interessieren und wandte sich dem reformierten Bekenntnis zu. In Genf traf er den Reformator Théodore de Bèze und den Juristen François Hotman. Vermutlich 1577 wurde er an der französischen Universität Valence zum Doktor der Rechte promoviert.
1580 ernannte Kurfürst August von Sachsen zum Hofrat und berief ihn 1584 in seine kleine Regierung. Nach der Regierungsübernahme 1586 des Kurfürsten Christian I. von Sachsen, den er schon vorher beraten hatte, wurde er 1589 als Nachfolger David Peifers zum Kanzler des Kurfürstentums bestellt. Krell arbeitete darauf hin, die lutherische Orthodoxie zurückzudrängen und den habsburgischen Einfluss zu vermindern, indem eine Annäherung an Heinrich IV. von Frankreich, Königin Elisabeth I. von England und an protestantische Fürsten suchte. 1591 wurde mit der calvinistischen Kurpfalz das Bündnis der Torgauer Union gebildet, die Reformierten in Frankreich wurden finanziell und militärisch unterstützt und die Praxis des Taufexorzismus während der Taufe wurde am 4. Juli verboten.
Nach dem plötzlichen Tod Christians I. am 25. September 1591 begann auf Betreiben der lutherischen Orthodoxie und des Adels durch dessen Witwe Sophie von Sachsen, eine orthodoxe Lutheranerin, eine Verfolgungswelle gegen den „Kryptocalvinismus“. Alle sächsischen Kirchen- und Staatsbeamten mussten die anticalvinischen Visitationsartikel unterschreiben, ansonsten wurden sie abgesetzt. Krell wurde am 23. Oktober 1591 verhaftet und auf der Festung Königstein in der später nach ihm benannten Krellburg eingekerkert. Die Anklage gegen ihn wurde 1595 zu einem Inquisitionsprozess umgewandelt. Kaiser Rudolf II. beauftragte 1599 die Böhmische Appellationskammer in Prag mit dem Fall, und am 8. September 1601 wurde er wegen Landfriedensbruch zum Tod verurteilt. In Dresden fand am 9. Oktober seine öffentliche Hinrichtung durch das Schwert statt. Er wurde auf dem Dresdner Frauenkirchhof in der Gruft des Oberfeldzeugmeisters Caspar Vogt von Wierandt beigesetzt.
Seine Hinrichtung löste einen politischen Tumult aus. Schließlich distanzierte sich Kurfürst Christian II. von Krells Verurteilung – er sei vom damaligen Administrator Kursachsens Friedrich Wilhelm beeinflusst gewesen. Zu Ehren Krells soll er an dessen Hinrichtungsstätte neben dem Brunnen auf dem Dresdner Jüdenhof ein steinernes Kreuz errichtet haben.
Heute erinnert an der Stelle, wo er den Tod fand, ein Pflasterstein mit der Aufschrift „Kr.“ an Krells Hinrichtung.

## Familie
Er war verheiratet mit Margarethe geb. Griebe(n), einer Tochter des Kaufmanns und Leipziger Ratsherrn Jacob Grieben d. Ä. († 1566) und Schwester des Baumeisters Jacob Griebe. Sie wohnten in Dresden auf dem Grundstück des späteren Beichling'schen Palais zwischen Moritzstraße und Landhausstraße.